# گیورگ داشر
گیورگ داشر (انگلیسی: Georg Dascher; ۲۷ ژوئن ۱۹۱۱ – ۲۵ نوامبر ۱۹۴۴) بازیکن هندبال اهل آلمان بود.